# César Heinrich
César Heinrich (Barcelona, 3 de octubre de 1969) es un presentador de televisión español.

## Biografía
Debutó ante la cámara en 1990 de la mano de María Teresa Campos, en el programa de TVE, Ésta es su casa. Durante la emisión de este espacio, compagina la televisión con sus estudios de arte dramático en la escuela de Cristina Rota. Posteriormente, en 1992 presenta junto a Elisa Matilla el concurso internacional Juegos sin fronteras, que emitía Televisión española. Sigue con sus estudios de arte dramático que compagina con la carrera de Periodismo. Un año más tarde, se unió a los actores Marc Martínez, Cristina Carrasco y Marta Serra para conducir un espacio veraniego destinado al público juvenil, No me cortes, que dirigía Aurora Claramunt y se emitía desde la localidad costera de Sitges y que regresó esa misma Navidad durante las vacaciones escolares.
Tras un tiempo apartado de la pequeña pantalla, en la que se dedica al cine y al teatro, fue contratado por Antena 3 en 2000 y empezó a colaborar con Ana Rosa Quintana en el programa Sabor a ti, uno de los de mayor éxito de la cadena. Fue en ese momento cuando el periodista comienza a especializarse en asuntos de crónica social.
Dedicado desde entonces a los temas conocidos como del corazón, Heinrich continuó con Ana Rosa hasta 2003 en Sabor a ti. Tras la cancelación del programa, Heinrich pasó a Telemadrid y colaboró con Marta Robles en el magacín Gran Vía de Madrid, que se mantuvo una temporada en pantalla.
Entre 2004 y 2006 volvió a trabajar con Quintana, que había sido contratada por Telecinco, y se integró en el equipo de El Programa de Ana Rosa.
Desde abril de 2006 hasta junio de 2007 ha estado de nuevo en Telemadrid, acompañando a Nieves Herrero en el programa Hoy por ti.
En verano de 2007 ha combinado Televisión de Aragón, en el programa Boulevard de verano con TeleCorazón.
Durante el final del 2007 hasta octubre de 2008 ha combinado Telecorazón, el programa Demasiado Corazón (dirigido y presentado por Carlos Ferrando) con otros trabajos como el programa A3Bandas de Antena 3 en el que ejerció como reportero de directos.
En el mes de mayo del año 2008 comenzó una nueva andadura en TVE, en la "casa" que le ha visto nacer siendo uno de los colaboradores del programa de Inés Ballester El día por delante en la que demostró tener conocimientos de decoración y expuso a todos los telespectadores.
Además, en el verano 2008 estuvo como contertulio en el programa Mañanas Expo AragónTV, la Televisión Autonómica de Aragón. De septiembre a diciembre de 2008 participó en la mesa de crónica social en el programa Tan Lozano presentado por Carlos Lozano en 7RM (Televisión Autonómica de Murcia) y desde enero hasta verano, trabajando en diversas productoras como creador de proyectos.
Desde octubre de 2009 hasta marzo de 2010 colaboró en el magacín Tal cual lo contamos en Antena 3 ampliando contrato con la cadena hasta marzo de 2011 donde presentó la parte de crónica social en el programa 3D, en Antena 3,  junto a Gloria Serra
Salta luego a Cuatro para formar parte del equipo del Programa Que Quieres que te diga.
En la edición de septiembre de Cibeles 2011 ha sido cronista de corazón y moda del programa Cibeles Fashion Week del canal Divinity presentado por Nuria Roca y Boris Izaguirre.
Durante 2011 ha coordinado los invitados vip del programa de Telecinco Más Allá de la Vida presentado por la prestigiosa médium inglesa Anne Germain.
En 2012, hasta principios de 2013, compagina su papel de presentador en la gira teatral de Más allá de la vida que acerca a la prestigiosa médium Anne Germain al público español, en vivo y en directo, con sus colaboraciones como cronista social en magacín matinal El Patio, presentado por Emilio Pineda en Castilla-La Mancha televisión y con el programa de televisión  Doble Página de Telemadrid presentado por José Toledo y Quico Taronjí.
Desde 2013 hasta finales de 2014 forma parte del equipo de la productora 60DB, propiedad de Risto Mejide, y pone en marcha proyectos como La incubadora de los negocios, Ve a por tus sueños, Bebé a Bordo y Doreamon Land haciendo dirección, casting, redacción y guion en los formatos. 
En septiembre de 2014 se incorpora a TVE para poner en marcha Hit-la canción en funciones de casting y redacción hasta enero  de 2015 donde entra a formar parte del equipo de nuevos proyectos de la productora Plano a Plano creando, y posteriormente subdirigiendo,  el formato de entrenador de parejas Mejor llama a Pilar, para Cuatro TV, hasta septiembre de ese mismo año. 
En febrero de 2016 le encargan en la subdirección del exitoso programa Got Talent para España, de la productora Fremantle Media para Telecinco durante dos temporadas.  Con la misma productora hizo la subdirección en el programa Me lo dices o me lo cantas  (2017) 
Ese mismo año pasa a ser coordinador de invitados del programa Sentido Común para Cuatro y de ahí salta a la Televisión de Aragón para coordinar los invitados del programa Anochece que no es poco. 
El año 2018 es contratado en Telemadrid para hacer dos programas: De todo corazón y La otra ciencia siendo a finales de ese mismo año cuando salta a la televisión de Castilla-La Mancha, con la productora Unicorn, para dirigir el programa Este es mi sitio.  Con esa misma productora pone en marcha el programa Cuatro al día y tras idear el formato, pasa a formar parte del equipo como coordinador de la sección de cultura y entretenimiento. 
Durante la pandemia hace diferentes formatos on line siendo el más reconocido y galardonado el que hizo en la productora Be a Lion y que llevaba como título El Gran Reto Solidario. 
En 2020 entra a formar parte del equipo directivo del programa Lazos de Sangre hasta finales de 2021 que entra como director del programa Cámara Real de Telemadrid, producido por Mega TV. 
Actualmente (2023) sigue dirigiendo ese programa así como formando parte del equipo de I+D de la productora formando parte del equipo de creación de formatos como El mejor para Telemadrid  o Make Up Stars para Rtve Play y Rakuten TV. 

También ha hecho incursiones en el mundo de la interpretación, interviniendo, por ejemplo, en el montaje de Carlota (1997), de Miguel Mihura, junto a Luis Varela y María Kosty. También participó en la serie Compuesta y sin novio con Lina Morgan en Antena 3.